# Benelli (motorfiets)
Benelli is een Italiaanse motorfietsfabrikant.

## Geschiedenis

### Jaren tien
Het bedrijf werd in 1911 als technische werkplaats opgericht in de Italiaanse havenstad Pesaro door Teresa Boni, een weduwe die het hele familiefortuin plus de opbrengst van een grondstuk in de buurt van Tavullia investeerde in de hoop dat het bedrijf werk zou verschaffen aan haar zes zoons, Giuseppe, Giovanni, Francesco, Filippo, Domenico ("Mimo") en Antonio ("Tonino"). Die varieerden op dat moment in leeftijd van 9 tot 22 jaar. Giuseppe en Giovanni werden naar het "Instituto Tecnico Industriale" in Fermo gestuurd om een technische studie te volgen. Giuseppe studeerde daarna nog af aan de universiteit en Giovanni leerde verder bij FIAT en Bianchi. In de beginjaren werkten vijf van de broers in de werkplaats, Tonino was nog te jong, maar er waren ook nog zes werknemers in dienst. Het bedrijf droeg toen de naam "Officina meccanica di precisione f.lli Benelli". In het begin repareerden ze auto's en motorfietsen, maar vervangingsonderdelen werden vaak zelf gemaakt. De werkplaats werd in 1916 door een aardbeving verwoest. De broers betrokken een pand aan de rand van Pesaro, waar tot dat moment de gebroeders Molinari eencilinder tweetaktmotoren hadden gebouwd en gingen in 1919 hun eigen motorblokken produceren. Tot die tijd moest de volledige productiecapaciteit worden ingezet voor nevenproductien ten behoeve van het Italiaanse leger door het uitbreken van de Eerste Wereldoorlog. Het eerste eigen product in 1919 was een 75 cc tweetakt clip-on motor met twee versnellingen die een fiets door middel van een ketting naar het achterwiel kon aandrijven. Kort daarna volgde een 98 cc versie.

### Jaren twintig

#### Clip-on motoren en eerste motorfietsen
In 1921 werd de eerste motorfiets gebouwd, een 98cc-model dat ze "Velomotore" noemden. Dat was al een strak afgewerkt tweetaktmodel, met uiteraard nog een flattank, maar al met elektrische verlichting en een bandenpompje boven op de tank. De machine had twee versnellingen. Er waren al meteen twee versies: een "Touring" en een "Sport" model. In 1923 werden ook 125- en 147 cc uitvoeringen geïntroduceerd.

#### Motorsport in de jaren twintig
In 1923 begon Tonino Benelli deel te nemen aan wedstrijden met een aangepaste uitvoering van de Benelli 147 cc tweetakt. Hij won de 350cc-klasse van de race Parma - Poggio-di-Berceto. Toen in 1926 de 175cc-klasse werd ingesteld bouwde Giuseppe Benelli voor Tonino een 175 cc viertakt met bovenliggende nokkenas. Hiermee werd hij kampioen van Italië in 1927, 1928 en 1930. De 3 sterren in het Benelli logo verwijzen naar deze kampioenschappen. Deze machine had al een tandwielaandrijving van de nokkenas. De concurrentie had in 1926 juist de technische achterstand op de Benelli tweetakten enigszins ingehaald, maar werd overrompeld door deze nieuwe viertakt.

### Jaren dertig
Bij een verkeersongeval in 1937 overleed Tonino. Hij was intussen een nationale held in Italië geworden, en een publiekslieveling. Hoewel hij al enkele jaren niet geracet had, was zijn overlijden een nationale gebeurtenis. De fabriek produceerde viertakten met techniek die rechtstreeks van de racers kwam, zoals de 250 Monza en de 500 cc 4 TN.

#### Motorsport in de jaren dertig
Met een model met dubbele bovenliggende nokkenas werd Tonino ook in 1931 Italiaans kampioen. Ook Tonino's teamgenoot Dorino Serafini won diverse wedstrijden. Een val tijdens een race in 1932 maakte een einde aan de racecarrière van Tonino. De 175cc-motor werd ook in "gewone" straatmodellen toegepast en groeide naar 250- en later naar 500 cc. Veel coureurs maakten inmiddels gebruik van Benelli 175cc-racers, zoals Riccardo Brusi, Carlo Baschieri (Europees kampioen in 1932), Giovanni Miele, Dorino Serafini, Giordano Aldrighetti, Raffaele Alberti, Amilcare Rossetti, Giovanni Bientinesi, Francesco Lama en de Belg Ivan Goor (Europees kampioen in 1934). De 175 cc kopklepper uit 1934 leverde 15 pk, had vier versnellingen en haalde 145 km per uur. De 175cc-klasse werd hierna afgeschaft, zodat Benelli zich op de zwaardere klassen ging richten. In 1933 nam Benelli aan de Grands Prix deel met een 250 cc DOHC eencilindermachine die toen al een swingarm achtervering had. Die werd al snel op de straatmodellen overgenomen. De racer vestigde als eerste een nieuw snelheidsrecord met een gemiddelde van 181, 818 km per uur. Er werd ook een 500 cc tweecilinder racer gebouwd, die echter slechts één bovenliggende nokkenas had. Bij beiden modellen werden de nokkenassen aangedreven door een tandwieltrein. De 500 was niet erg succesvol en er werden slechts enkele wedstrijden mee gereden. De viertakttechniek kwam echter ook in de straatmodellen terug, waardoor Benelli tot na de Tweede Wereldoorlog geen tweetakten zou produceren. Aan het einde van de jaren dertig was de 250cc-racer de concurrenten van Moto Guzzi en zelfs de DKW compressor racers de baas. In 1938 werden met deze machine de eerste drie plaatsen tijdens de Grand Prix van Monza behaald en Ted Mellors won in 1939 de Lightweight TT van Man. In 1939 ontwikkelde Benelli een 250 cc met compressor, maar door het uitbreken van de Tweede Wereldoorlog kon er niet mee worden geracet.

### Jaren veertig
Tegen het einde van de Tweede Wereldoorlog werd de Benelli fabriek vrijwel geheel verwoest door geallieerde bombardementen, maar ook de Duitsers vernielden en plunderden op hun terugtocht de fabriek. In Pesaro begon de "Goten-Linie", een door de Duitsers gebouwd 320 km lang verdedigingswerk in Noord-Italië. Toen de Duitsers zich (gefrustreerd door aanvallen van Italiaanse partizanen) terugtrokken, waren ook de bezittingen van hun Italiaanse bondgenoten niet meer veilig. Grondstoffen en machines werden gestolen om het eigen materieel rollende te houden. Wat niet meegenomen kon worden werd vernield. Vooral Giuseppe Benelli raakte hierdoor zeer aangeslagen. Hij werd depressief en ziek. Giuseppe was juist het technische brein achter de Benelli motorfietsen geweest. Vooral Filippo zette zich in om het bedrijf draaiende te houden. Daarvoor werden gebruikte Benelli-motorblokken opgekocht, die in frames van achtergelaten militaire Triumphs, BSA's en Harley-Davidsons werden gebouwd. De productie werd in 1948 hervat, maar Giuseppe zag meer toekomst in vierwielige voertuigen, en ging daarom samenwerken met Giuseppe Beretta, eigenaar van de wapenfabriek Beretta en Luigi Castelbarco en samen richtten ze het merk BBC (Beretta, Benelli, Casterlbarco) op. De auto zou een 750 cc V-twin motor, voorwielaandrijving, vier zitplaatsen en twee deuren krijgen, maar uiteindelijk werden slechts drie prototypen gebouwd. De eerste Benelli motorfiets was weer een tweetakt: de 98 cc Letizia.

#### Motobi
Giuseppes besluit dreef de familie uit elkaar, waardoor het in 1948 tot een breuk kwam. Rond 1950 begon Giuseppe Benelli samen met zijn zoons Luigi en Marco zijn eigen merk "MotoBi". Daar werden de zuinige en snelle "kracht-eieren" ontwikkeld, ei-vormige motorblokken, zowel in twee- als viertaktuitvoering. In 1961 fuseerden MotoBi en Benelli weer, maar de MotoBi-blokken bleven nog lang in productie, zelfs in raceversie.

#### Motorsport in de jaren veertig
Na de oorlog waren de asmogendheden uitgesloten van allerlei takken van sport. Bovendien waren de Britten bevreesd voor de overmacht van de compressorracers die door BMW en DKW waren ontwikkeld en zij dwongen een verbod op compressoren af. Daardoor was ook de 250 cc compressorracer van Benelli uitgeschakeld. Dario Ambrosini had al aan het einde van de jaren dertig voor Benelli geracet, en kwam in 1948 weer terug. Hij was meteen succesvol met de oude 250cc-racer, en won de Grote Prijs van Zwitserland. In 1949 werd hij twee in het wereldkampioenschap achter Bruno Ruffo (Moto Guzzi).

### Jaren vijftig
In 1951 verscheen de 125 cc Leoncino, een tweetakt die pas in 1963 uit productie ging, hoewel het model in 1960 werd herzien en "Nuovo Leoncino" ging heten. Deze lichte motorfiets had achtervering, maar de 98 cc Letizia, die er veel op leek, miste die. De 250 cc Leonesse en een 175cc-model volgden. De gebroeders Benelli hadden in 1940 nog een 500cc-motor uitgebracht (de M 40), maar vanaf de jaren vijftig beperkte men zich tot maximaal 250 cc.

#### Motorsport in de jaren vijftig
In 1950 werd Dario Ambrosini wereldkampioen met de 250 cc Mono Bialbero eencilinder die nog van vóór de oorlog stamde. Helaas verongelukte Ambrosini in 1951 tijdens de Grand Prix van Frankrijk. Benelli trok zich voor de rest van het jaar terug uit het kampioenschap. In 1953 won Leopoldo Tartarini de eerste editie van de Motogiro d'Italia. Tartarini werd later directeur van het merk Italjet. In de verdere jaren vijftig was de strijd in de 250 cc wegraces voornamelijk een Italiaanse aangelegenheid, waarbij Benelli er niet aan te pas kwam. De strijd ging tussen Moto Guzzi (wereldkampioen in 1951 en 1952), NSU (wereldkampioen in 1953, 1954 en 1955), MV Agusta (wereldkampioen in 1956, 1958 en 1959) en Mondial (wereldkampioen in 1957). Pas in 1959 verscheen er een nieuwe 250 cc Benelli met een dubbele bovenliggende nokkenas, waar beroemde coureurs als Silvio Grassetti, Geoff Duke en Dickie Dale een aantal wedstrijden mee wonnen, maar in de Grands Prix was de tiende plaats van Duke de hoogste klassering voor Benelli.

### Jaren zestig
In de jaren zestig begon de motorfietsmarkt wereldwijd terug te lopen. Vooral de Europese merken hadden het moeilijk door de toenemende populariteit van scooters en kleine auto's. Bovendien begon de Japanse industrie zich al te roeren. Al in 1959 verscheen de 250 cc Honda C71 Dream, in 1960 gevolgd door de 250 cc Yamaha YDS 1. Maar halverwege de jaren zestig hadden ook Kawasaki en Suzuki snelle en lichte motorfietsen op de Europese markt gebracht. De Britse merken hadden hun geld gezet op de Amerikaanse markt, waar het grootste deel van hun producten naartoe werd verscheept. Dat moesten dan wel zware tweecilinders van ten minste 650 cc zijn, en de concurrentie was enorm. BMW's waren bijna spreekwoordelijk betrouwbaar, maar desondanks had ook dit merk het moeilijk, Laverda zocht samenwerking met andere merken (Zündapp, BMW en Husqvarna), Ducati overleefde dankzij de snelle, technisch vooruitstrevende eencilinders met desmodromische klepbediening en koningsasaandrijving van de nokkenas. De zwaarste Benelli aan het einde van de jaren zestig was nog steeds niet groter dan 250 cc.

#### Tornado 650
Benelli koos de "Britse" weg en ontwikkelde een 650 cc paralleltwin, de Tornado 650. Het motorblok was vrij snel klaar, maar de ontwikkeling van het frame duurde vrij lang en bovendien was het bedrijf te klein om grote aantallen te produceren. Toen de problemen eindelijk opgelost waren, was de Tornado alweer ouderwets geworden. De 650 cc twin met stoterstangen was achterhaald door modernere concurrenten, met als grootste "boosdoener" de hypermoderne Honda CB 750 viercilinder.

#### Benelli Armi
In 1967 werd de wapenfabriek Benelli Armi opgericht als een spin-off van de motorenfietsenfabriek. De firma produceert nog steeds vuurwapens.

#### Motorsport in de jaren zestig
Benelli ontwierp een prototype van een 250cc-racer met desmodromische klepbediening, maar in 1960 verscheen een heel andere machine op de circuits, de eerste 250 cc viercilinder wegracer ter wereld. Renzo Pasolini en Tarquinio Provini wonnen er enkele wedstrijden mee, maar konden niet op tegen de Honda's, Yamaha's en Suzuki's. Silvio Grassetti trad met een 350 cc versie aan in de Grands Prix. Provini werd in 1964 vijfde in het wereldkampioenschap. Pasolini werd in 1968 tweede in de 350cc-klasse en zesde in de 250cc-klasse. Pas in 1969 behaalde Kel Carruthers de 250 cc wereldtitel met een viercilinder Benelli, Pasolini werd vierde. Vanaf 1970 waren 250 cc viercilinders door de FIM verboden. In dat jaar richtte Benelli zich helemaal op de 350cc-klasse, waarin Carruthers uiteindelijk tweede werd en Pasolini derde, achter Giacomo Agostini op de MV Agusta.

### Jaren zeventig

#### Overname door Alejandro De Tomaso
In augustus 1971 werd de motorfietsenfabriek net als die van Moto Guzzi opgekocht door de Argentijnse autofabrikant Alejandro de Tomaso. De Tomaso had grote plannen met beide merken, waarvan het beëindigen van de Japanse hegemonie in de zware klassen er één was. Hij wilde dat snel realiseren, waardoor er geen tijd was zelf een nieuwe motor te ontwikkelen. Het blok van de Honda werd feitelijk gewoon gekopieerd, maar er kwam aan weerszijden nog een cilinder bij, waardoor een 750 cc zescilinder ontstond. Dit motorblok was al in 1972 klaar, maar ook nu duurde de ontwikkeling van het frame langer en de Benelli 750 Sei werd pas eind 1974 aan de pers getoond. Intussen was in 1973 al een 500 cc viercilinder, de Benelli 500 Quattro, op de markt gekomen. Als ontwerper werd Paolo Martin ingehuurd. Martin kwam van de autodesignstudio Ghia, maar had ook al gewerkt voor Bertone en Pininfarina. Hij ontwierp voor beide Benelli-modellen heel moderne en strakke lijnen, maar de motorblokken leken nog steeds veel op die van Honda, de prestaties van beide modellen vielen tegen en bovendien waren ze te duur. Er werden nog wel nieuwe modellen ontwikkeld, zoals de 125 cc eencilinder tweetakten 125 Cross en 125 Enduro en een 250 cc tweecilinder tweetakt, de Benelli 2C. In 1975 kwam de 250 Quattro, ontworpen door autodesigner Pierangelo Andreani, de opvolger van Paolo Martin. Er volgden nog enkele lichtere modellen gebaseerd op de viercilinders, zoals de 250 Quattro (1976), de 350 RS (1976) en de 354 (1978). In 1979 volgden nog twee opgewaardeerde versies van de 500 en de 750, de 504 Sport en de 900 Sei. In 1978 hadden echter zowel Honda (CBX 1000) als Kawasaki (Z 1300) al nieuwe zescilinders gepresenteerd, waardoor de 900 Sei net zo kansloos was als zijn voorganger. Ook de Tornado 650 werd in het begin van de jaren zeventig nog doorontwikkeld, maar al snel bestond de productie bij Benelli uit Moto Guzzi's, het belangrijkste merk voor de Tomaso. Sommige modellen werden door beide merken uitgebracht. De Benelli 2C was ook de Moto Guzzi 250 TS, de 250 Quattro leek veel op de Moto Guzzi 254 en de 500 Quattro leek veel op de Moto Guzzi 400 GTS. Eigenlijk paste het de Tomaso ontwerp alleen goed op de Moto Guzzi V 850 Le Mans, die wel redelijk verkocht.

### Jaren tachtig
In 1980 verscheen nog een 650cc-model, de Benelli 654 en in 1983 kwam er een scooter, de Benelli S 125. In de jaren tachtig werd Benelli verlost van de concurrentie in eigen huis: De Tomaso liet onder de naam "Moto Guzzi" alleen nog V-twins produceren, de viercilinders waren allemaal Benelli's, die in de schaduw van de viercilinder Honda's moesten leven. Benelli kreeg in 1981 nog een nieuwe fabriek, met flinke subsidie van de provincie Pesaro e Urbino, maar het merk raakte snel in verval en feitelijk kwam de productie van Benelli motorfietsen vrijwel tot stilstand. In 1987 verscheen als voorlopig laatste een zeer sportief en licht sportmodel, de Jarno 125, die was ontworpen door Massimo Tamburini. De binnenlandse concurrentie was in de jaren tachtig nog aangevuld met de snel groeiende merken Cagiva en Aprilia.

#### Overname door Giancarlo Selci
In 1989 werd Benelli verkocht aan Giancarlo Selci, een fabrikant van houtbewerkingsmachines, die vooral geïnteresseerd was in de nieuwe fabriek in Pesaro. Er werden om belastingtechnische redenen nog mondjesmaat 50cc-modellen gebouwd, zoals de 50 cc scooters met namen als "Scooty" en "Devil", maar feitelijk bestond het merk Benelli niet meer.

### Jaren negentig

#### Overname door Andrea Merloni
In februari 1996 werden de rechten op de naam Benelli opgekocht door Andrea Merloni, die weer een nieuwe fabriek in Pesaro bouwde. Daar werden voorlopig scooters gebouwd om een financiële basis te leggen voor grotere plannen op motorfietsgebied. In 1999 werd de 900 Tornado Tre Novecento driecilinder gepresenteerd, waarvan het blok door Franco Morini werd gebouwd. De machine werd eerst twee jaar in het WK Superbike ingezet. Eind 2001 kwam de machine pas in productie. Het was een revolutionair ontwerp van de Brit Adrian Morton. De driecilinder motor was ontworpen door Riccardo Rosa, die eerder voor Ferrari had gewerkt. Vooral het koelsysteem was apart: de radiator zat boven het achterwiel en werd gekoeld via 2 luchthappers onder de koplamp, vanwaar 2 tunnels de lucht naar de radiator leidden. Twee gele ventilatoren, opvallend zichtbaar in het staartstuk, regelden de actieve koeling. Door deze opstelling, ver van de hete motor, kon de radiator kleiner gehouden worden. Er bleken echter nog een aantal kinderziekten in de machine te zitten, net als in de naked bike die erop volgde, de TnT 1130, die een langere slag had. Bij die laatste machine was uiteraard de "windtunnel" voor de koellucht niet aanwezig en daarom werden twee radiateurs aan de zijkant geplaatst.

### Jaren nul

#### Overname door Qianjiang
In 2000 had Benelli in navolging van de BMW C1 een overkapte scooter uitgebracht, de "Adiva". Deze miste echter de kooiconstructie van de BMW, waardoor de berijder een helm moest dragen. Dat hoefde op de BMW niet. In 2005 stopte de productie van alle Benelli machines opnieuw. In 2005 werd de naam Benelli overgenomen door de Chinese Qianjiang Groep. Pierluigi Marconi, die al motorfietsen voor Aprilia en Bimota had ontwikkeld, werd algemeen manager en technisch directeur in Pesaro, waar de productie weer werd hervat. Het plan was om door het nieuwe merk Benelli QJ vanaf 2010 een nieuwe modellenlijn op de markt te laten brengen. Hierbij zou een eencilinder als crossmotor, enduromotor en supermotard zijn, maar ook een 754 cc paralleltwin. De prototypen waren al ontwikkeld door het Research and Development team van Marconi en wachtten in 2011 nog op toestemming om de productie op te starten. Omdat die toestemming uitbleef vertrok Marconi naar het Spaanse merk GasGas. Er werden nog ca. 4.000 motorfietsen met de 900- en 1130 cc driecilindermotor geproduceerd, de Tre-K (allroad) en TnT (streetfighter).

### Jaren tien

#### Voorzichtige doorstart
In 2011 vierde het bedrijf Benelli zijn 100ste verjaardag. De werkplaats van de gebroeders Benelli werd dan wel opgericht in 1911, de motorfietsproductie startte pas in 1921, het jaar dat ook Moto Guzzi met de productie begon. Voor 2011 verkoos technisch directeur Claudio Consonni, opvolger van Marconi, om de bestaande modellen verder te ontwikkelen en het slechte economische klimaat eerst te overwinteren, eerder dan de modellen op korte termijn te vernieuwen. Die strategie had het in 2010 gefaalde Moto Morini gevolgd.

## Trivia

### The "Volcano" story
Eind jaren zestig produceerde Benelli een kleine minibike, de 50 cc "Dynamo", die ook verkocht werd onder de naam "Mini Cat". De Amerikaanse importeur Larry Weiss van Cosmopolitan Motors in Hatboro bezocht samen met zijn vader Ernest en Joe Rottigni de Benelli fabriek. Hij spak met een van de directeuren, Luigi Benelli over het gebrekkige vermogen van de Dynamo. Toen het gezelschap bij een prototype van een 175 cc tweetakt enduro met een Minarelli motor stond, zei Luigi bij wijze van grap: "Natuurlijk, laten we deze 175cc-motor gebruiken". Larry ging hierop door en verklaarde dat dat een goed idee was. Nog steeds denkend aan een grap zei Luigi: "OK". Larry Weiss gaf echter meteen toestemming om 200 stuks te bouwen en naar Amerika te sturen. Larry's zoon Kenny Weiss bedacht later de naam "Volcano". Hoewel de familie Weiss en ook de testrijders enthousiast waren over de machine, bleef het bij 200 exemplaren.

### Massimo Tamburini
Tamburini, de ontwerper van de Jarno 125, was een van de oprichters van het merk Bimota en zou later naam maken met bekende ontwerpen als de Ducati Paso (die veel op de Jarno 125 leek), de Ducati 916 / 748 / 996 / 998-serie, de Cagiva Mito, de MV Agusta F4 en de MV Agusta Brutale.

### Giancarlo Selci
Giancarlo Selci kocht Benelli in 1989. Hij was toen directeur van een fabriek in houtbewerkingsmachines, maar hij was ooit begonnen bij Benelli. Als schoonmaker.

### Andrea Merloni
Andrea Merloni, die Benelli in 1995 kocht, was eigenaar van de Merloni-groep, waartoe ook, Indesit, Zanussi en Ariston behoorden.

### Verjaardag in coma
Het eeuwfeest van Benelli werd in 2011 gevierd, maar er was wel enige fantasie voor nodig om tot 100 jaar te komen. De productie van motorfietsen begon immers pas in 1921, het eerste eigen motorblokje dateerde van 1919. Bovendien hing het bedrijf in 2011 nog aan het infuus van Qianjiang, wachtend op toestemming de productie weer op te pakken.